# أنديرس بيدرسن
أنديرس بيدرسن (بالنرويجية البوكمول: Anders Pedersen)‏ هو متسابق يخت نرويجي، ولد في 4 مايو 1992 في دروباك في النرويج.

## وصلات خارجية
- أنديرس بيدرسن على موقع الاتحاد الدولي للملاحة الشراعية (موقع جديد) (الإنجليزية)
- أنديرس بيدرسن على موقع الاتحاد الدولي للملاحة الشراعية (موقع قديم) (الإنجليزية)
- أنديرس بيدرسن على موقع اللجنة الأولمبية الدولية (الإنجليزية)
- أنديرس بيدرسن على موقع أوليمبيديا (الإنجليزية)